# Madeliefjes
Madeliefjes (Tsjechisch: Sedmikrásky) is een Tsjecho-Slowaakse filmkomedie uit 1966 onder regie van Věra Chytilová.

## Verhaal
Twee meisjes vinden de wereld slecht. Ze besluiten zich dus ook slecht te gedragen. Ze vernielen daarbij andermans eigendom.

## Rolverdeling
| Acteur          | Personage |
| --------------- | --------- |
| Jitka Cerhová   | Marie 1   |
| Ivana Karbanová | Marie 2   |